# جزایر اشلگا
جزایر اُشلِگا یا جزایر مونترال (به زبان فرانسوی: archipel d'Hochelaga) گروهی از جزایر در محل تلاقیِ سن لوران و رودخانه اتاوا در قسمتِ جنوب غربی استان کبک در کانادا است.

## شمارِ جزایر
برآوردِ شمارِ جزیره در این مجمع الجزایر متفاوت بوده است. شماری که به طور گسترده پذیرفته شده، ۲۳۴ عدد است. گرچه از تعدادِ ۳۲۵ نیز نام برده شده است.

## جزایر
بزرگترین جزیره در این گروه، خودِ جزیره مونترال است که بخش اصلیِ شهر مونترال را تشکیل داده است.